# Niger (cognomen)
Niger (Lat.: zwart) was een cognomen in het Romeinse Rijk.
Bekende dragers van dit cognomen (of naam) zijn:
- Niger (schrijver), mogelijk ook Sextus Niger of Patronius Niger
- Aquilius Niger, een schrijver naar wie Suetonius refereert voor een stelling in verband met de dood van de consul Hirtius. (Suet., Aug. 11.)
- Brutidius Niger, aedilis in 22 en een van de aanklager van Decimus Silanus (Tac., Ann. III 66.)
- Quintus Caecilius Niger
- Lentulus Niger
- Novius Niger, quaestor in 63 v.Chr.
- Pescennius Niger
- Trebius Niger